# Walthère Dewé
Walthère-Joseph-Charles Dewé (Luik, 26 juli 1880 - Elsene, 14 januari 1944) was een Belgisch verzetsstrijder tijdens de Eerste en Tweede Wereldoorlog

## Biografie
Walthère Dewé was een ingenieur in telecommunicatie. Samen met een professor, genaamd Chauvin, richtte hij bij het begin van de Eerste Wereldoorlog een nieuwe spionnenorganisatie op, genaamd Michelin om contacten te leggen met de geallieerde inlichtingendiensten. Later wijzigde de naam van het netwerk in Dame Blanche. Dewé bouwde het netwerk op professionele wijze uit waarbij het grondgebied werd verdeeld in vier van elkaar gescheiden sectoren, die rapporteerden aan een hoofdkwartier, dat op zijn beurt de ingewonnen informatie naar Nederland smokkelde. Zo kon het netwerk blijven functioneren, ook als een eenheid werd opgerold. Het netwerk hield het spoorverkeer in de gaten, identificeerde de legeronderdelen achter het front, onderschepte post en hield ook de Duitse politie in de gaten.
In 1919 werd hij geprezen door Douglas Haig en werd hij door de Britse koning George V benoemd tot Commander of the British Empire.
Dewé werd in 1939 opnieuw gecontacteerd door de Britse Secret Intelligence Service om een inlichtingennetwerk op te zetten. Hij richtte vervolgens het Corps d'Observation Belge (COB) op, bestaande uit Belgische zakenmensen. Onder dekking van hun commerciële connecties met Duitsland voerden deze agenten industriële spionage om de inzet van de Duitse oorlogsinspanning te volgen. In juni 1940, vanaf het begin van de Duitse bezetting van België, begon hij met het bespioneren van de Wehrmacht met behulp van zijn naaste medewerker Hector Demarque wiens oorlogsnaam "Clarence" was. Het is deze naam die Dewé koos om het netwerk een naam te geven.
Op 22 juli 1941 vond een eerste huiszoeking plaats in het huis van Dewé, terwijl hij ondergedoken was. De Gestapo herhaalde dit nogmaals in september en december, maar ze kwamen telkens met lege handen buiten. Radio-uitzendingen worden steeds riskanter en de Duitsers gebruikten plaatsbepaling om de uitzendplaatsen te lokaliseren.
Op 14 januari 1943 werd de vrouw van Dewé getroffen door een hartaanval en overleed.
Op 14 januari 1944, een week na de arrestaties van zijn twee dochters had de ondergedoken Dewé nog steeds contact met verzetslieden binnen de Régie des Téléphones waar hij vroeger hoofdingenieur was en kwam te weten dat de Gestapo de identiteit van Thérèse de Radiguès had achterhaald, een van de medeoprichters van het Clarence-netwerk. Hij begaf zich onmiddellijk naar Elsene om haar te waarschuwen maar bij aankomst bleek de Gestapo al aanwezig te zijn. Hij probeerde te vluchten, eerst per tram en daarna te voet maar werd door een toevallig passerende officier van de Luftwaffe op het Flageyplein neergeschoten en overleed. Omdat men zijn identiteit niet kende, wist de Gestapo niet wie neergeschoten was en pas op het einde van de oorlog werd het duidelijk dat de leider van het Clarence-netwerk overleden was.

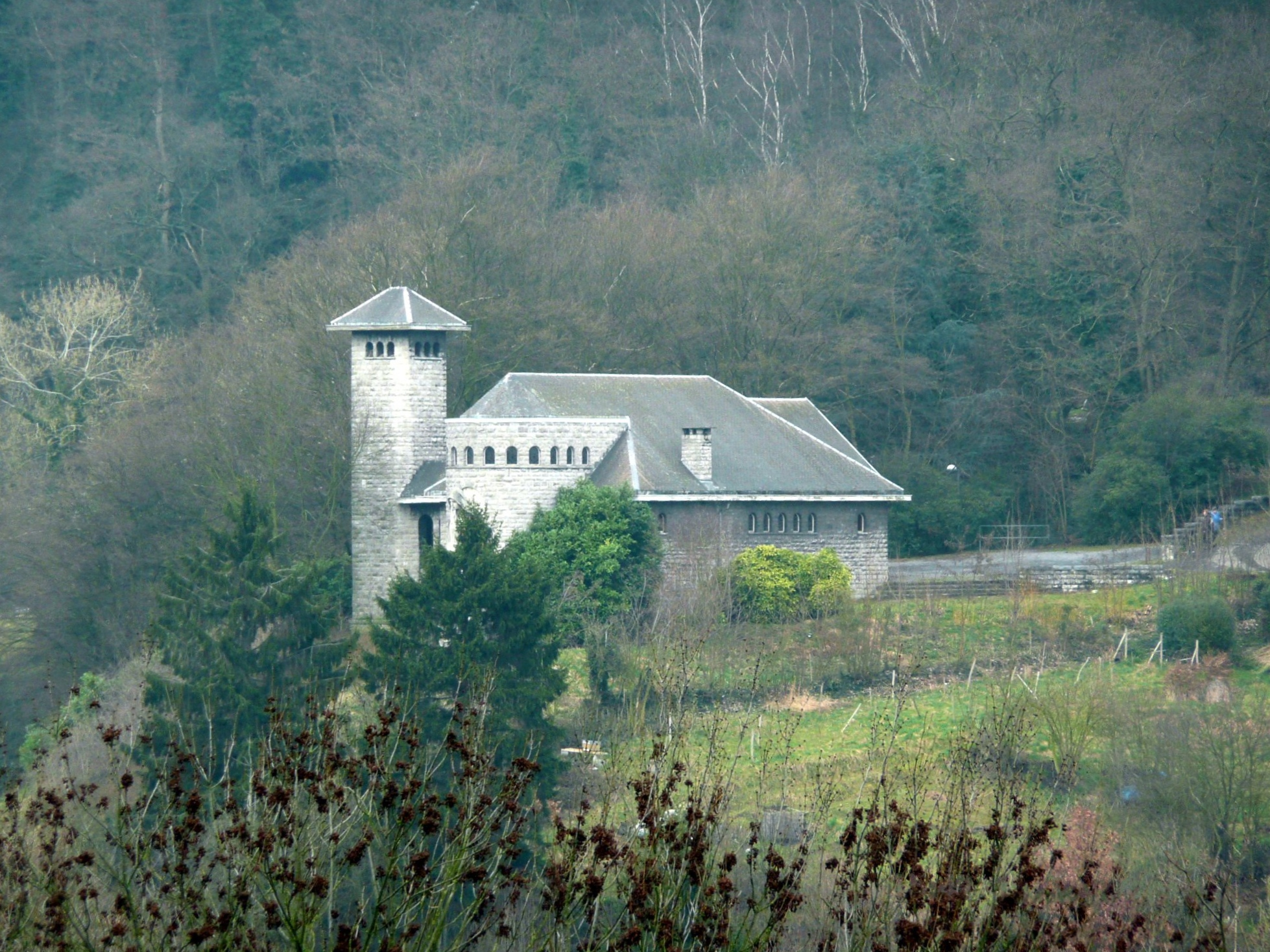
Kapel Saint-Maurice in Luik, Gedenkteken Walthère Dewé.
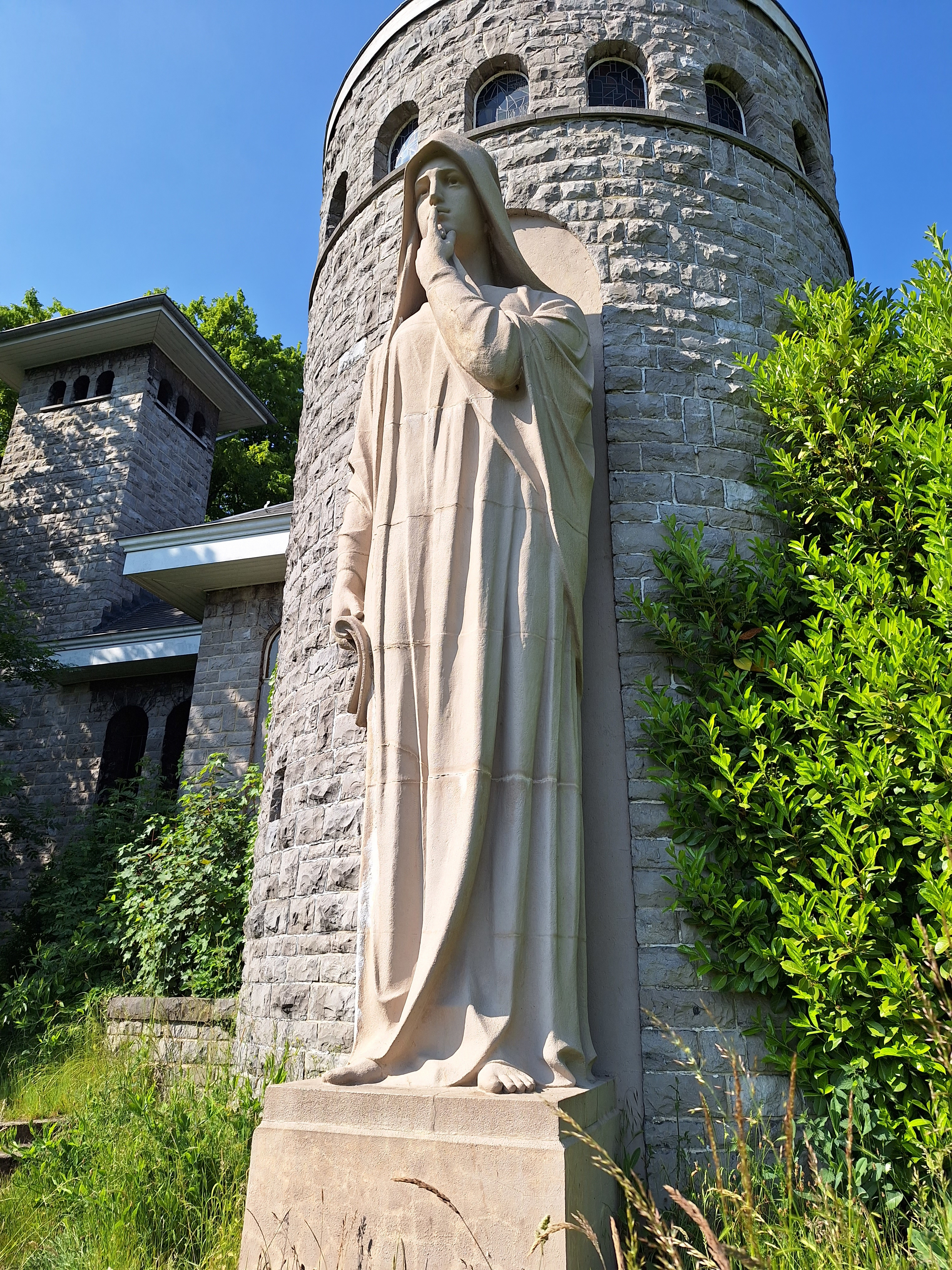
Kapel Saint-Maurice, beeld van de Dame Blanche door Jules Brouns.
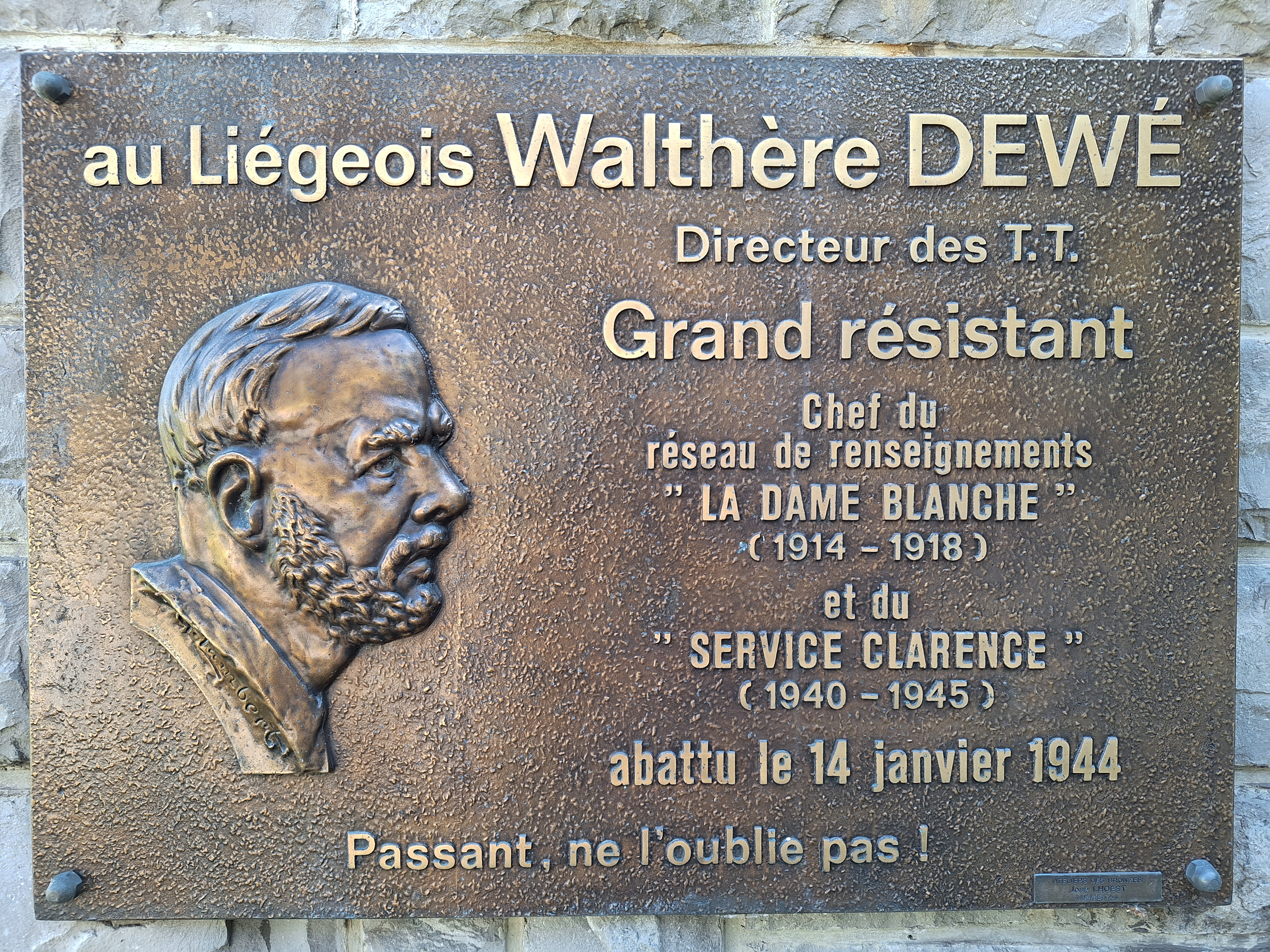
Herdenkingsplaat van Walthère Dewé, Coupée straat, Luik.